# جورج كايزر
جورج كايزر (بالألمانية: Georg Kaiser). هو كاتب مسرحي تعبيري ألماني. ولد عام 1878 في ماجديبورج في ألمانيا، وتوفي عام 1945 في أسكونا في سويسرا. كان كايزر تاجراً في بيونس آيرس وإسبانيا وإيطاليا، قبل أن يعود في 1901 إلى ألمانيا ويعيش هناك كاتباً حراً في ماجديبورج. وكانت الفترة بين 1911 و1920 أكثر الفترات التي شهدت إنتاجه. وفي عام 1938 هاجر إلى سويسرا. كتب كايزر أكثر من ستين مسرحية تعبيرية. وتعد أعماله أكثر الأعمال المسرحية التعبيرية التي قدمت على خشبة المسرح.

## أعماله
- مواطنون من كاليه «Bürger von Calais» (مسرحية 1914).
- من الصباح حتى منتصف الليل «Von Morgen bis Mitternachts» (مسرحية 1916).
- غاز 1-غاز 2 «Gas 1-Gas 2» (مسرحيتان 1918 و1920).

## روابط خارجية
- جورج كايزر على موقع IMDb (الإنجليزية)
- جورج كايزر على موقع الموسوعة البريطانية (الإنجليزية)
- جورج كايزر على موقع مونزينجر (الألمانية)
- جورج كايزر على موقع ميوزك برينز (الإنجليزية)
- جورج كايزر على موقع أول موفي (الإنجليزية)
- جورج كايزر على موقع قاعدة بيانات برودواي على الإنترنت (الإنجليزية)
- جورج كايزر على موقع قاعدة بيانات برودواي على الإنترنت (الإنجليزية)
- جورج كايزر على موقع إن إن دي بي (الإنجليزية)
- جورج كايزر على موقع ديسكوغز (الإنجليزية)
- جورج كايزر على موقع قاعدة بيانات الفيلم (الإنجليزية)